# Mycoplasma haemomuris
Mycoplasma haemomuris è una specie di batterio appartenente alla famiglia delle Mycoplasmataceae.